# Смит, Уильям (хоккеист на траве)
Уильям Фолдер Смит (англ. William Faulder Smith; 14 ноября 1886, Карлайл — 3 марта 1937, Марилебон, Большой Лондон) — английский и британский хоккеист на траве, нападающий. Олимпийский чемпион 1920 года.

## Биография
Уильям Смит родился 14 ноября 1886 года в британском городе Карлайл.
Окончил колледж в Марлборо, затем учился в Кембридже, играл в хоккей на траве за университетскую команду. После окончания университета выступал за «Бекенхэм», позже за «Блэкхит», «Лоустофт» и сборную Востока.
Выступал за сборные Англии и Великобритании в 1911—1921 годах, провёл 26 матчей.
В 1920 году вошёл в состав сборной Великобритании по хоккею на траве на летних Олимпийских играх в Антверпене и завоевал золотую медаль. Играл на позиции нападающего, провёл 2 матча, мячей (по имеющимся данным) не забивал.
Участвовал в Первой мировой войне, имел звание лейтенанта.
После окончания войны занялся семейным бизнесом вслед за отцом сэром Генри Смитом, став директором по текстильному производству компании Stapley & Smith и страховой брокерской фирмы Smith & Burns.
Умер 3 марта 1937 года в лондонском районе Марилебон.